# Pebble Time系列
Pebble Time 系列由Pebble公司在2015年5月14日发布的智能手表系列。这个系列相对于第一代pebble旧产品新增了彩色e-paper屏幕和麦克风，并在充电口上做出了一系列调整，与之一起发布的还有被称为“Time-optimized”的新系统。
在2015年初，pebble公司在Kickstarter上筹集资金时，仅49分钟就收到了100万美元，打破了当时的记录。这个项目凭借着78741位众筹者募集的2040万美元，依然保持着Kickstarter众筹的最高金额记录。

## 发展
Pebble智能手表允许使用蓝牙4.0连接安卓以及IOS系统的手机。使用者可以在手表式控制运行控制所连接的智能手机音乐，日历，健身，将pebble检测的运动数据导入至手机应用。pebble手机客户端带有一个独立的应用商店，使用者可以下载例如Runkeeper、Uber、TripAdvisor之类的应用到手表。在time系列中，用户可以使用语言输入功能来实现发送短信、创建清单、进行语音注释等功能。

### 软件
与Pebble Time系列一起发布的Pebble OS 3.0带来了一些新的功能，包括和time系列的彩色显示屏相适配，在表盘界面拥有更多功能以及Timeline等。Timeline功能提供了一个集有提醒事项、日历、天气、程序通知（例如ESPN比赛分数）的界面，并且可以通过向上建/向下键来预览/回顾事项。在timeline中，过去的事件被黄色高亮显示，未来的事件被蓝色高亮显示。
Pebble OS 3.0在发布一段时间后推出了适用于Pebble旧款产品的版本，较time系列相比缺少了健康功能。Pebble OS 3.0亦支持Pebble OS v. 2或更低版本的大部分应用程序

### 硬件
Pebble Time系列带有大猩猩玻璃的彩色e-paper常亮显示屏，目前螢幕有3種尺寸與分辨率。手表同时带有LED背光以便使用者在低亮度时能够看清显示内容。和Pebble旧产品一样，Pebble Time系列带有用于事项提醒的震动电机。在这个系列中，充电接口被移至手表背部并增加了数据通信功能，但为了防水性能，和上一代产品一样采用了磁力吸附式接口。该手表还配备了环境光传感器和6轴加速度计，而雖然同樣配置了陀螺儀，但。

### 配件
Smartstraps是一款Pebble公司給第三方廠商使用的物理接口(使用原磁力吸附式接口)，並表示不會自己設計配件。而其可以与Pebble硬件相连接，来作为电池、传感器以及其他功能配件。從發布至今Kickstarter上已有數種不同的配件應用此接口，目前實現的功能有移动支付、手勢辨識、心律測試、GPS、無線充電、模組化配件等。

## Pebble Time
為Time系列第一個產品。

## Pebble Time Steel
Pebble Time Steel是Pebble Time的一个后续版本，这个版本将Pebble Time机型是塑料机身改用为金属机身，并拥有10天的续航，在其他方面，Pebble Time Steel与Pebble Time功能一致。

## Pebble Time Round
Pebble Time Round是pebble旗下第一款圆形手表，于2015年9月23日开始销售。由于控制厚度的需要，Pebble Time Round只拥有2天的电池续航，但它拥有15分钟快速充电技术。

## Pebble Time 2
Pebble Time 2為Pebble Time的下一代的版本，並將螢幕加大53%，以及更新處理器與增加心率功能，外型上接續Pebble Time Steel的金屬外殼，但因為增加元件的關係厚度增加了0.3mm。